# Courts of Assize
Courts of Assize eller The Assizes var periodisk fungerende domstole afholdt inden for den geografiske jurisdiktion England og Wales frem til 1972, hvorefter de blev opløst (af Courts Act 1971) sammen med de såkaldte quarter sessions og afløst af Crown Court.
The Assizes udøvede både civil- og strafferet, særligt inden for sidstnævnte retsområde. Courts of Assize tog sig oftest af de strengeste lovovertrædelser, især straffesager der kunne føre til dødsstraf eller i nyere tid til livsvarigt fængsel. Andre alvorlige sager blev behandlet hvert kvartal på møder ved lokale distriktsdomstole, mens mindre forseelser løbende blev behandlet af fredsdommere på småmøder (også kendt som Magistrates' courts).
Ordet assize henviser til møderne eller sessionerne (oldfransk: assises) blandt dommerne, også omtalt som "justices of assize", som var dommere, der rejste gennem de syv kredse i England og Wales i ad hoc-oprettede domstolskommissioner og indkaldte juryer i de forskellige nævningebyer.

## Courts of Assize gennem tiden
I 1166 grundlagde Henrik 2. af England Assize of Clarendon, der var en nævningedomstol bestående af tolv riddere der dømte i stridigheder om jord og ejendom, samt omrejsende dommere som øverste myndighed i de såkaldte County Courts. Før Magna Carta blev vedtaget i 1215, måtte stævninger fra nævningedomstolene afprøves i Westminster eller afvente en retsafgørelse ved den syvende turnus af Justice in Eyre. Magna Carta-aftalen foreskrev, at jordtvister skulle afprøves ved de årlige assizer på mere egnede steder. Disse beføjelser blev snart udvidet og blev til fem kommissioner. I 1293 blev der vedtaget en statut, der formelt definerede fire assize-turnusser.
Dette medførte i praksis, at retsmænd gennem de næste århundreder, bl.a. fra Court of King's Bench, fra Court of Common Pleas samt adelsmændene fra Exchequer of Pleas, måtte rejse Storbritannien rundt på visse tidspunkter af året for at kunne medvirke i de fem kommissioner: de civilretlige hørte til The Assizes og var nisi prius grundet de lange rejsetider i middelalderens samfund; de strafferetlige kommissioner var mere almengyldige og ikke afhængig af et nødvendigt kendskab til specifikke lokaliteter, når der opretholdes fred og lovovertrædere skulle fængsles.
Den anden kommission behandlede sager, som sagsøgerne søgte at få fremprioriteret. Fra en lov vedtaget i Edvard 1.s regeringstid kunne sagsøgerne indgive processkrifter i Westminster med ret til at udstede en stævning til indkaldelse af en jury til Westminster. Formålet var at juryen skulle udpege et tidspunkt og et sted for en høring med udgangspunkt i det geografiske lokalområde for den retslige tvist. I disse processkrivelser brugtes forskellige former af begrebet "nisi prius" (latin: medmindre først). Stævningen sammenkaldte parterne til Westminster (med en lang frist til rådighed grundet rejsetiderne), medmindre kongens dommere i forvejen havde fået samlet en domstol på den enkelte lokalitet.
Den såkaldte Court of Oyer and Terminer, var en generel strafferetskommission til at behandle og afgøre sager. Kommissionen for fængselslevering krævede, at dommerne havde pligt til at give alle fanger, der var varetægtsfængslede, en retssag og en dom.
Historisk set var alle dommere, der besøgte Cornwall ligeledes permanente medlemmer af Prinsens Råd, der førte tilsyn med Hertugdømmet Cornwall og rådgav hertugen. Før oprettelsen af hertugdømmet havde jarlerne af Cornwall kontrol over The Assizes. I det 13. århundrede flyttede Richard af Cornwall (også kaldet "Romernes konge") assizerne til en ny administration på Lostwithiel Stannary Palace, men de blev snart flyttet tilbage til Launceston andetsteds i Cornwall.

### 19. og 20. århundrede
Frem til 19. århundrede fandt der kun få væsentlige ændringer sted. Fra 1832 og fremefter indgik Wales og Palatinatsgrevskabet i Chester (betjent af Court of Great Sessions) ligeledes i turnus-systemet. Kommissionerne for City of London og Middlesex erstattedes af Central Criminal Court, som betjente Londons udvidede storbyområde, og grevskabsdomstole blev etableret bredt over hele Storbritannien for at behandle mange civilretlige sager, der havde taget form af nisi prius .
Retsinstansen Supreme Court of Judicature Act 1873 fusionerede de mange konkurrerende domstole inden for equity (engelsk: rimelighed) og common law sammen til Supreme Court of Judicature og sørgede for en overførsel af nævningekommissionernes kompetence (f.eks. af de ejendomsorienterede nævninge, der behandlede sager vedrørende fratagelse af jord) til Landsretten for England og Wales. Desuden oprettede de distriktsregistre for landsretten over hele landet, hvilket efterlod en minimal civilretlig jurisdiktion for de (rejsende) nævninger.
I 1956 blev der oprettet Crown Courts i Liverpool og Manchester som erstatning for The Assizes og de såkaldte quarter sessions. Dette blev senere udvidet til at være landsdækkende i 1972 efter anbefalinger fra the Royal Commission.

## References
1. ↑  O Hood Phillips. A First Book of English Law. Fourth Edition. Sweet & Maxwell. London. 1960. s. 54 og 55.
2. ↑  Warren, W. L. (1973). Henry II. Berkeley and Los Angeles, Calif.: University of California Press. s. 281-283. ISBN 0-520-02282-3. OCLC 724021. Hentet 13. august 2011.
3. ↑  Cockburn, J.S. (1972). A History of English Assizes, 1558-1714. Cambridge: Cambridge University Press. s. 17. ISBN 9780521084499.
4. ↑  Pearse, Richard. Aspects of Cornwall's Past, Dyllansow Truran, Redruth, 1983, s. 52.
5. ↑  John MacLean (historiker), Parochial History of the Deanery of Trigg Minor, vol 1, 1872
6. ↑  "Criminal court cases - crown court since 1972". Hentet 2023-08-10.